# Lusitanocephalus sacarraoi
Lusitanocephalus sacarraoi är en insektsart som beskrevs av Quartau 1970. Lusitanocephalus sacarraoi ingår i släktet Lusitanocephalus och familjen dvärgstritar. Inga underarter finns listade i Catalogue of Life.